# فرودگاه جیاشین
فرودگاه جیاشین (به انگلیسی: Jiaxing Airport) یک فرودگاه نظامی و همگانی است. این فرودگاه در کشور چین قرار دارد.